# Northern Assembly
Northern Assembly er en århusiansk musikgruppe bestående af færøske Dina Dánialsdóttir og britiske Andreas Bevan i front som sangere og sangskrivere suppleret af kontrabassist Jesper Smalbro samt trommeslager Jens Hedegaard.
Gruppens første udgivelse kom i 2014, men musikkarrieren begyndte for alvor med julesinglen Gloria - og to andre singler i 2017, der ledte frem mod deres første albumudgivelse Death won't you marry me? fra 2018. Siden er det blevet til yderligere to albums (senest i 2023) og årlige julesingler med gendigtninger af eller fortolkninger over kendte christmas carols eller julesalmer.
Gruppen vandt i 2015 Fatter Eskil-prisen.

## Diskografi
Album
- Death won't you marry me? (2018)
- Closer together (2019)
- The choir of trembling hands (2023)

EP'er
- Northern Assembly (2014)

Singler
- "Gloria" (2017)
- "All is well (Come Emmanuel) (2018)
- "The first noel (2019)
- "Euphoria" (2020)
- "Silent night" (2021)
- "New times to come" (2022)
- "Pilgrims" (2023)
- "What child is this" (2024)